# Eugène Charles Catalan
Eugène Charles Catalan (Bruges, 30 de Maio de 1814 — Liège, 14 de Fevereiro de 1894) foi um matemático belga, que se distingiu pelos seus estudos sobre a teoria dos números.
Filho de Joseph Catalan joalheiro francês que só reconheceu a sua paternidade em 1821. Eugène em 1825, foi para Paris estudar matemática na École Polytechnique, onde conheceu Joseph Liouville. Em 1834, foi expulso da escola, mas no ano seguinte, foi autorizado a continuar os seus estudos, o que lhe permitiu acabar a formatura e em seguida, ensinar matemática na École des Arts et Métiers em Châlons-en-Champagne.
Foi professor de geometria descritiva, mas as suas actividades políticas de esquerda, puseram cobro à sua carreira de professor.